# Марсинг (Ајдахо)
Марсинг (енгл. Marsing) град је у америчкој савезној држави Ајдахо.

## Демографија
По попису из 2010. године број становника је 1.031, што је 141 (15,8%) становника више него 2000. године.
| Група             | 2000.       | 2010.       |
| Белци             | 625 (70,2%) | 661 (64,1%) |
| Афроамериканци    | 4 (0,4%)    | 0 (0,0%)    |
| Азијати           | 2 (0,2%)    | 4 (0,4%)    |
| Хиспаноамериканци | 240 (27,0%) | 348 (33,8%) |
| Укупно            | 890         | 1.031       |